# 瀧川市
瀧川市（日语：／ Takikawa shi */?）是北海道空知綜合振興局轄下的一個城市，地處石狩平原的北部、石狩川和空知川的匯流處。當地以農業、工業和商業為主，油菜花的種植面積號稱日本第一。 近年來當地建設了滑翔機的機場，吸引來自日本各地的滑翔機愛好者。
市名意譯自阿伊努語的「so-rap-ci」，意思為瀑布（日文寫作「瀧」）下的地方，表示空知川。而空知川因為中流有段落差較大的地方因此被阿伊努族稱為「so-rap-ci-pet」，意思是「有瀑布（瀧）的河川」。

## 人口
| 瀧川市人口分布圖 |                                               |  |
| 瀧川市與日本全國年齡別人口分布比較圖 （2005年資料） | 瀧川市的年齡、男女別人口分布圖 （2005年資料） |  |
| ■紫色是瀧川市 ■綠色是全国 | ■藍色是男性 ■紅色是女性                       |  |
| 瀧川市人口變化 \| 1970年 \| 50,848人 \| \| \| 1975年 \| 50,090人 \| \| \| 1980年 \| 51,192人 \| \| \| 1985年 \| 52,004人 \| \| \| 1990年 \| 49,591人 \| \| \| 1995年 \| 48,425人 \| \| \| 2000年 \| 46,861人 \| \| \| 2005年 \| 45,562人 \| \| \| 2010年 \| 43,179人 \| \| \| 2015年 \| 41,192人 \| \| \| 2020年 \| 39,490人 \| \| |                                               |  |
| 資料來源：日本總務省統計中心提供之人口普查數據 |                                               |  |
| 1970年 | 50,848人                                      |  |
| 1975年 | 50,090人                                      |  |
| 1980年 | 51,192人                                      |  |
| 1985年 | 52,004人                                      |  |
| 1990年 | 49,591人                                      |  |
| 1995年 | 48,425人                                      |  |
| 2000年 | 46,861人                                      |  |
| 2005年 | 45,562人                                      |  |
| 2010年 | 43,179人                                      |  |
| 2015年 | 41,192人                                      |  |
| 2020年 | 39,490人                                      |  |

## 歷史
- 1890年：由奈江村（現在的砂川市）分村，設置瀧川村戶長役場。[4]
- 1899年：音江村（現已合併為深川市）由瀧川村分村。
- 1906年4月1日：成為北海道二級村。
- 1909年4月1日：成為北海道一級村，同時江部乙村從瀧川村分村。
- 1910年11月3日：瀧川村改制為瀧川町。
- 1952年5月5日：江部乙村改制為江部乙町。
- 1958年7月1日：瀧川町改制為瀧川市。
- 1971年4月1日：江部乙町與瀧川市合併為新設置的瀧川市。

## 交通

### 鐵路
- 北海道旅客鐵道
  - 函館本線：瀧川車站 - 江部乙車站
  - 根室本線：瀧川車站 - 東瀧川車站

|  |  |

### 道路
高速道路
- 道央自動車道：瀧川交流道

一般國道
- 國道12號
- 國道38號
- 國道451號

道道
- 北海道道203號瀧川停車場線
- 北海道道227號赤平滝川線
- 北海道道323號江部乙停車場線
- 北海道道564號江部乙赤平線
- 北海道道776號北瀧之川東瀧川停車場線

### 巴士

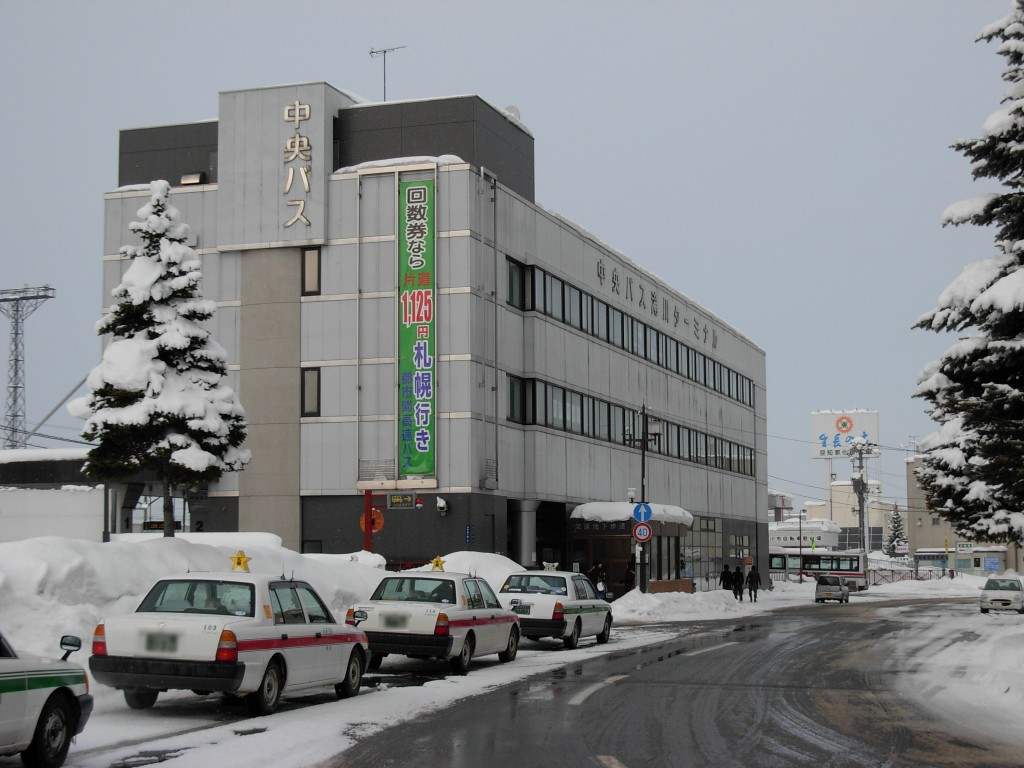
北海道中央巴士瀧川車站

- 北海道中央巴士
- 空知中央巴士

## 教育

### 短期大學
- 國學院短期大學

### 專修學校
- 瀧川市立高等看護學院

### 高等學校
| - 道立北海道瀧川高等學校 （页面存档备份，存于） | - 道立北海道瀧川工業高等學校 | - 市立北海道瀧川西高等學校 （页面存档备份，存于） |

### 中學校
| - 瀧川市立江陵中學校 | - 瀧川市立明苑中學校 | - 瀧川市立開西中學校 |

### 小學校
| - 瀧川市立瀧川第一小學校 - 瀧川市立瀧川第二小學校 - 瀧川市立瀧川第三小學校 | - 瀧川市立西小學校 - 瀧川市立東小學校 - 瀧川市立江部乙小學校 |

## 姊妹市・友好都市

### 日本
- 栃木市（栃木縣）
- 名護市（沖繩縣）

### 海外
- 斯普林菲爾德（美國 麻薩諸塞州）

## 本地出身之名人
- 雨宮處凛：作家
- 岩橋英遠：日本畫家
- 一木萬壽三：西洋畫家
- 上村和裕：職業棒球選手
- 織田あきら：俳優
- 河原和音：漫畫家
- 黑柳朝：演員黑柳徹子之母、NHK朝ドラ「チョっちゃん」の主人公）
- 五十嵐威暢：產品設計師、圖像設計師、雕刻家
- 佐木伸誘：歌手
- 少覺一：音樂家
- 鳥海盡三：編劇家、小説家
- 榛谷美枝子：俳人
- 森次晃嗣：俳優
- 藤本美貴：歌手、前早安少女組成員
- 大政絢：女演員、模特兒
- 空知英秋：漫画家

## 外部連結
- （日語）瀧川觀光協會 （页面存档备份，存于）
- （日語）瀧川國際交流協會 （页面存档备份，存于）
- （日語）瀧川農會 （页面存档备份，存于）
- （日語）瀧川市社會福祉協議會 （页面存档备份，存于）
- （日語）瀧川警察署 （页面存档备份，存于）
- （日語）瀧川市立醫院 （页面存档备份，存于）
- （日語）瀧川商工會議所 （页面存档备份，存于）